# 475 (số)
475 (bốn trăm bảy mươi lăm) là một số tự nhiên ngay sau 474 và ngay trước 476.